# Liste der Musikhochschulen und Konservatorien in Österreich
Dies ist eine Liste der Musikhochschulen und Konservatorien in Österreich.
Das Konservatorium ist im österreichischen Bildungssystem eine berufsbildende Schule mit Statut für die Ausbildung zum Musikerberuf. Die früher auch dort praktizierte Ausbildung zum Musiklehrer bedarf heute einer Hochschulbildung (Lehramtsstudium) und findet an der Musikhochschule statt. Andererseits bieten inzwischen auch einige Konservatorien Studiengänge an, gewinnen also ebenfalls Hochschulcharakter, oder wurden gänzlich in Universitätsform übergeführt.

## Musikhochschulen
Öffentliche Universitäten für Musik und darstellende Kunst gemäß Universitätsgesetz 2002:
- Universität Mozarteum, Salzburg (Mozarteum)
- Universität für Musik und darstellende Kunst Graz (Kunstuniversität Graz, KUG)
- Universität für Musik und darstellende Kunst Wien (mdw)

Universitäten und Hochschulen für Musik und darstellende Kunst gemäß Privathochschulgesetz:
- Musik und Kunst Privatuniversität der Stadt Wien (MUK, bis 2015 Konservatorium der Stadt Wien)
- Anton Bruckner Privatuniversität (Bruckneruni)
- Jam Music Lab (JMLU)
- Gustav Mahler Privatuniversität für Musik (GMPU)
- Stella Vorarlberg Privathochschule für Musik
- Joseph-Haydn-Privathochschule des Landes Burgenland

## Konservatorien

### Landeskonservatorien
- Johann-Joseph-Fux-Konservatorium des Landes Steiermark in Graz
- Tiroler Landeskonservatorium in Innsbruck

### Private Konservatorien mit Öffentlichkeitsrecht
- Franz Schubert Konservatorium, Wien
- Konservatorium Sunrise Studios, Wien[1]
- Friedrich Gulda School of Music Wien
- Richard Wagner Konservatorium, Wien[2]
- Vienna Music Institute (VMI)

Außerdem gibt es noch folgende Konservatorien für Kirchenmusik in Trägerschaft der römisch-katholischen Kirche:
- Konservatorium für Kirchenmusik der Diözese Graz-Seckau am Augustinum, Graz[3]
- Konservatorium für Kirchenmusik der Diözese Linz, Linz[4]
- Konservatorium für Kirchenmusik der Diözese St. Pölten[5]
- Diözesankonservatorium für Kirchenmusik der Erzdiözese Wien

## Ehemalige Konservatorien
- Konservatorium der Gesellschaft der Musikfreunde, Wien (gegr. 1819, 1909 k.k. Akademie für Musik und darstellende Kunst, heute Universität mdw)
- Konservatorium der Stadt Wien (1945–2005/15, heute Musik und Kunst Privatuniversität MUK)
- Neues Wiener Konservatorium (1909–1938)
- Josef-Matthias-Hauer-Konservatorium der Stadt Wiener Neustadt (1988–2010)[6]
- Prayner Konservatorium für Musik und Dramatische Kunst, Wien (1905–2020)
- Vienna Konservatorium (1979–2020)
- Joseph-Haydn-Konservatorium des Landes Burgenland (1971–2023, heute Joseph-Haydn-Privathochschule des Landes Burgenland)